# Dr. Wagner
Dr. Wagner, pseudonimo di Manuel González Rivera (Zacatecas, 13 aprile 1936 – Torreón, 9 dicembre 2004), è stato un wrestler messicano, uno dei luchador più famosi.
È il padre del wrestler Dr. Wagner Jr. (Juan Manuel González Barron)
González esordì nel wrestling nel 1961 e lottò principalmente nella federazione messicana Empresa Mexicana de Lucha Libre (EMLL). Con l'identità di Dr. Wagner, indossava una maschera che ne celava il volto, ma la perse nel 1985 in un match con El Solitario. Insieme a Ángel Blanco, Dr. Wagner formò il tag team chiamato La Ola Blanca.

## Titoli e riconoscimenti
- Box y Lucha Magazine
  - Tag Team of the year: 1966, 1967
- Empresa Mexicana de la Lucha Libre
  - EMLL Arena México Tag Team Championship (1) con Ángel Blanco[1]
  - Mexican National Light Heavyweight Championship (3)[2]
  - Mexican National Tag Team Championship (1) – con Ángel Blanco[3]
  - NWA World Light Heavyweight Championship (1)[4]
- NWA Los Angeles
  - NWA Americas Tag Team Championship (1) – con Ángel Blanco[5]
- Wrestling Observer Newsletter
  - Wrestling Observer Newsletter Hall of Fame (Classe del 2013)[6][7]
- Altri titoli
  - Latin American Tag Team Championship (1) – con El Enfermero